# Lijst van burgemeesters van West Maas en Waal
Dit is een lijst van burgemeesters van de Nederlandse gemeente West Maas en Waal in de provincie Gelderland sinds het ontstaan bij de gemeentelijke herindeling in 1984 (tot 1985 onder de naam gemeente Wamel).
| Ambtsperiode            | Naam burgemeester                     | Partij of stroming | Bijzonderheden |
| ----------------------- | ------------------------------------- | ------------------ | -------------- |
| 1984 - 1991             | Henk (H.H.L.M.) Pröpper               | CDA                |                |
| 1991 - 1999             | Toon (A.G.) Maas                      | CDA                |                |
| 1999 - 2017             | Thomas (Th.A.M) Steenkamp             | CDA                |                |
| juni - nov. 2017        | Corry (C.A.A.) van Rhee-Oud Ammerveld | PvdA               | waarnemend     |
| 8 december 2017 - heden | Vincent (V.M.) van Neerbos            | PvdA               |                |